# 阿爾馬達 (葡萄牙)
38°40′49″N 9°9′30″W / 38.68028°N 9.15833°W

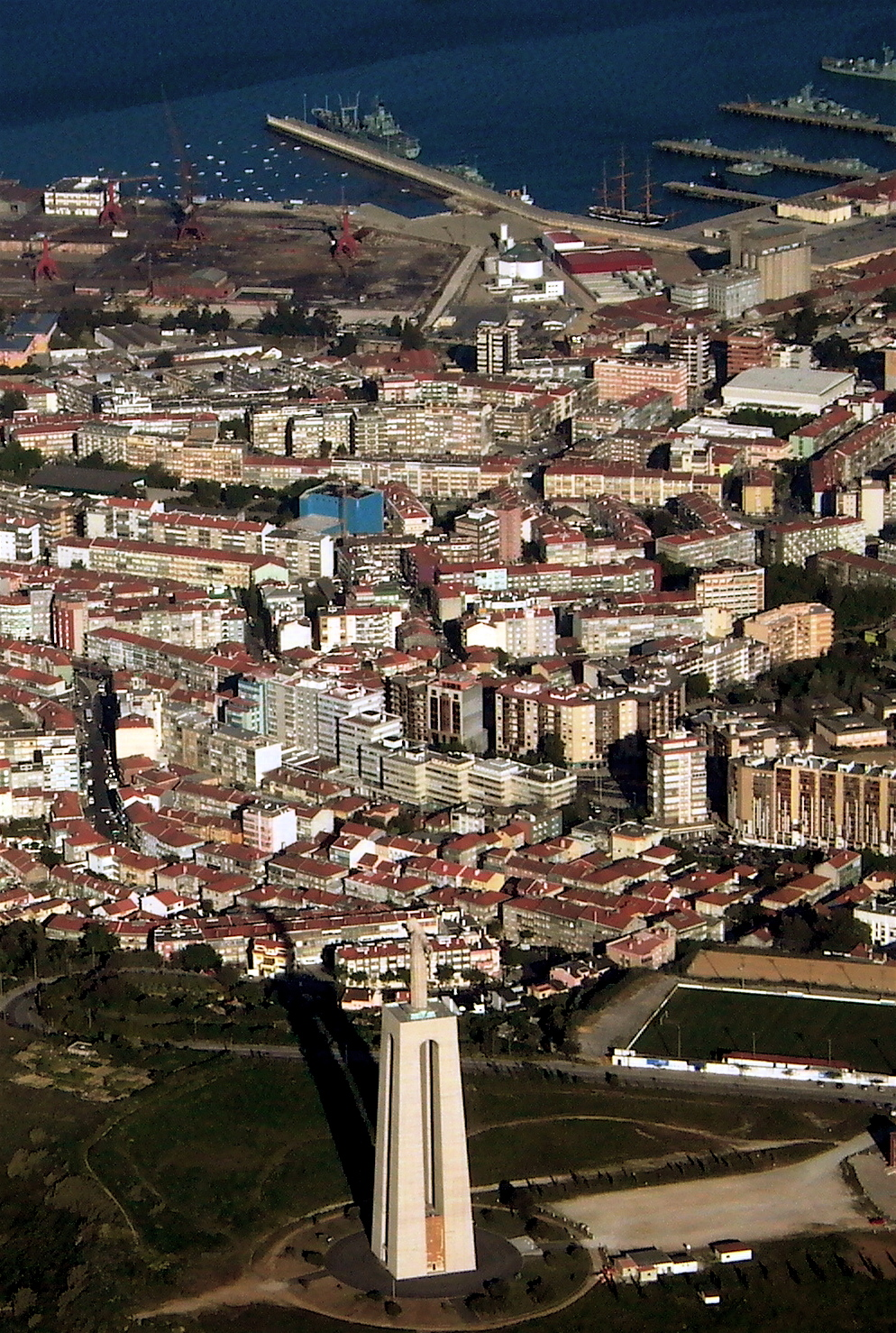

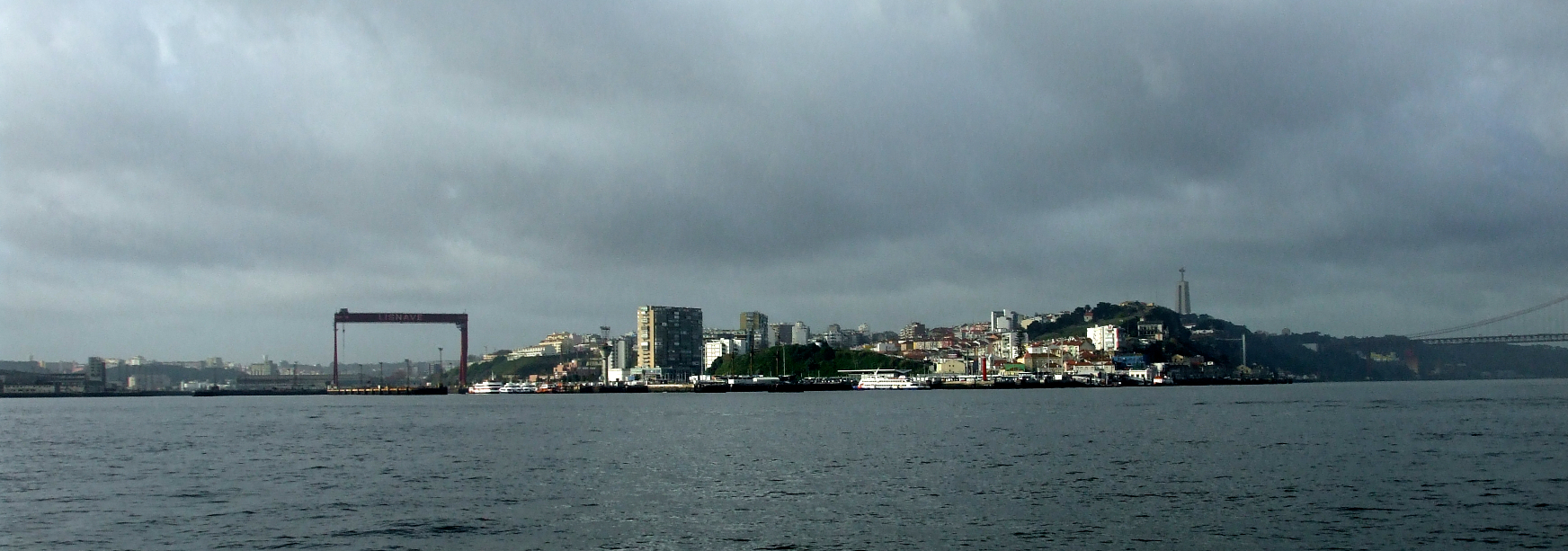

阿爾馬達（葡萄牙語：Almada），是葡萄牙的城鎮，位於該國中南部，由塞圖巴爾區負責管轄，始建於1190年，面積70.21平方公里，2011年人口174,030，人口密度每平方公里2,478.71人。